# 自動車リサイクル促進センター
公益財団法人自動車リサイクル促進センター（じどうしゃリサイクルそくしんセンター、英称: Japan Automobile Recycling Promotion Center、略称：JARC、ジャルク）は、自動車のリサイクルを促進する公益法人である。2000年11月22日に設立された。

## 沿革
- 2000年（平成12年）11月、本財団設立、鈴木孝男理事長就任。
- 2003年（平成15年）7月、平岡正勝理事長就任。
- 2003年（平成15年）6月、自動車リサイクル法に基づく資金管理法人に指定（主務大臣：経済産業大臣及び環境大臣）。自動車リサイクル法に基づく指定再資源化機関に指定（主務大臣：経済産業大臣及び環境大臣）。自動車リサイクル法に基づく情報管理センターに指定（主務大臣：経済産業大臣及び環境大臣）。
- 2006年（平成18年）6月、郡嶌孝理事長就任。
- 2010年（平成22年）3月、公益財団法人に認定（主務大臣：内閣総理大臣）。
- 2010年（平成22年）4月、公益財団法人へ移行、郡嶌孝理事長就任。
- 2018年（平成30年）6月、中村崇理事長就任。
- 2022年（令和 4年）6月、細田衛士理事長就任。

## 所在地
- 〒105-0012 東京都港区芝大門1-1-30 日本自動車会館